# Далечна Испания
Далечна (Оттатъшна) Испания (на латински: Hispania Ulterior) е провинция на Сената на Римската република, разположена в южната част на Иберийския полуостров, съвременна Испания.
Римски градове в Далечна Испания са Кордуба (днес Кордоба), Мунда (днес Малага), Гадес (днес Кадис) и Олисипо (днешен Лисабон).
Император Август разделя провинцията и добавя латифундиите ѝ към новозавладените вътрешнопиренейски земи след Кантабрийската война в провинциите Лузитания и Бетика.